# Shelly Martinez
Shelly Leonor Martinez (née le 9 février 1980 à Chino (Californie) ) est une catcheuse (lutteuse professionnelle), une valet, une mannequin et actrice américaine. Elle est principalement connue pour son travail à la World Wrestling Entertainment (WWE) sous le nom de ring Ariel et à la Total Nonstop Action Wrestling (TNA) sous le nom de ring Salinas en tant que valet à la Latin American Xchange (LAX).
Martinez commence sa carrière de lutteuse en décembre 2000. Elle travaille principalement dans des petites fédérations au sud de la Californie, sous le nom de Desire. En avril 2005, elle signe un contrat avec la WWE, et est assignée à l'Ohio Valley Wrestling (OVW). Là-bas, elle utilise le nom de Shelly, et devient valet de nombreux catcheurs comme Aaron Stevens et Paul Burchill. Elle rejoint la ECW en 2006, et fait usage d'une gimmick de divinatrice, managée par Kevin Thorn alors qu'elle est connue sous le nom d'Ariel. En 2007, son contrat avec la WWE est rompu. Plus tard cette même année, elle obtient un contrat avec la TNA, et lutte sous le nom de Salinas. Elle est associée à la LAX, et managée par les deux membres de l'équipe Homicide et Hernandez. Elle quitte la TNA en septembre 2008.
En dehors de sa carrière de lutteuse, Martinez est également connue dans les domaines du mannequinat et du cinéma. Elle fut candidate dans une émission de téléréalité, The Search for the Next Elvira, et est apparue dans plusieurs films. Elle est vedette de The Notorious Jewel De'Nyle & Shelly Martinez, une vidéo pornographique soft aux côtés de Jewel De'Nyle, et a également posée nue à plusieurs reprises.

## Carrière

### Débuts
Shelly Martinez débute initialement en tant que mannequin dans le but d'entamer une carrière dans le catch professionnel. Elle travaille également comme actrice dans un film indépendant sur le catch, puis présentée à un promoteur et entraineur. Elle est entraîné à son école pendant deux ans et demi. Martinez lutte d'abord dans le sud de la Californie sous le nom de ring Desire, faisant acte de présence dans de nombreuses promotions indépendantes incluant Revolution Pro Wrestling, Empire Wrestling Federation (EWF) et Ultimate Pro Wrestling (UPW). Durant sa période à l'UPW, elle lutte également sous le nom de Halloween Barbie. De plus, elle fait une escale au Women's Extreme Wrestling. Le 19 juillet 2002, Martinez, sous le nom de Desire, fait équipe avec Threat pour gagner le titre vacant du EWF Tag Team Championship lors d'un battle royal. Ils conservent leur titre pendant 28 jours, avant de le perdre face à PHAT (Eric Matlock et Devon Willis) le 16 août. En décembre 2004, Martinez s'entraine à l'Ohio Valley Wrestling (OVW) pendant quelques semaines.

### World Wrestling Entertainment

#### Ohio Valley Wrestling (2005–2007)
En avril 2005, Shelly Martinez signe un contrat avec la WWE. Dès juillet cette même année, elle s'entraîne et lutte dans l'OVW, sous le nom de ring Shelly. Elle devient valet, aux côtés de Beth Phoenix, de Aaron Stevens. Affiliée à Phoenix et Stevens, Shelly emprunte une gimmick érotique. Elle est impliquée dans une rivalité avec Alexis Laree, elle et Phoenix l"ayant attaqué à plusieurs occasions, et combattent ainsi toutes les trois dans des matchs à handicap,. Lors de ses premiers matchs en solo à l'OVW, Shelly gagne face à Laree le 29 octobre. Shelly et Phoenix apparaissent également ensemble le 27 janvier 2006 dans un épisode deHeat en tant que membres de la section « Throb-o-Meter » The Heart Throbs (Romeo Roselli et Antonio Thomas), dansant dans le ring et échangeant un baiser, avant d'être interrompues par Trevor Murdoch.
En février 2006, Shelly Martinez emprunte une gimmick comme ayant le béguin pour Paul Burchill, celui-ci utilisant une gimmick de pirate informatique dans la branche SmackDown!. Ce béguin cause une rivalité entre elle et Phoenix, lorsque Shelly attaque Phoenix qui tentait de l'arrêter alors qu'elle frappait Cherry lors d'un match entre Burchill et Deuce Shade. Impliquées dans cette feud, Shelly et Phoenix l'une contre l'autre dans plusieurs matchs. Le 6 mai 2006, à Velocity, Shelly apparaît en tant que valet de Burchill lors de son match contre Road Warrior Animal. De retour à l'OVW, elle s'implique dans une feud de Seth Skyfire avec Mike « The Miz » Mizanin et Roni Jonah. Durant ses débuts à la ECW en 2006, Martinez utilise le nom de ring Ariel. En novembre 2006, Ariel défie Beth Phoenix sans succès pour l'OVW Women's Championship. Sa dernière apparition de l'OVW date du 25 janvier 2007, lorsqu'elle et Jon Bolen gagnent face à Stevens et Phoenix.

#### ECW (2006–2007)
En 2006, Shelly Martinez rejoint la ECW sous le nom d'Ariel, une diseuse de bonne aventure.

### Pro Wrestling Syndicate
Elle fait ses débuts lors de Bombshells Ladies Of Wrestling en battant Amber O'Neal.
Lors de Bombshells Ladies Of Wrestling, elle perd contre Amber O'Neal dans un Bra & Panties Match. Lors de Bombshells Ladies Of Wrestling, elle bat Serena Deeb.

## Palmarès
- Empire Wrestling Federation (en)
  - EWF Tag Team Championship (1 fois) – avec Threat[7]